# Fausto Brizzi
Fausto Brizzi (Roma, 15 novembre 1968) è un regista, sceneggiatore, produttore cinematografico e scrittore italiano.

## Biografia
Nato a Roma, figlio di un avvocato originario di Minervino Murge e di una dirigente ministeriale, si diploma in regia al Centro sperimentale di cinematografia nel luglio 1994. Dopo varie esperienze teatrali e la realizzazione di alcuni apprezzati cortometraggi dal 1994 inizia a dedicarsi alla scrittura televisiva e cinematografica. A partire dal 1998 sono andate in onda delle fiction per la tv scritte da Brizzi. Scrive successivamente diverse sceneggiature per alcuni film di Natale diretti dal regista Neri Parenti. Notte prima degli esami, il primo film che ha diretto, ha avuto numerosi riconoscimenti tra i quali il David di Donatello, il Ciak d'oro, il Telegatto, lo Sky Award e il premio del pubblico al Festival di Annecy ed è stato il fenomeno cinematografico del 2006, incassando oltre 12 milioni di euro al botteghino. Al film è seguito un sequel dal titolo Notte prima degli esami - Oggi che ha superato al box office il successo del primo. Dal 2006 Brizzi scrive racconti e articoli per il quotidiano Il Messaggero.
Nel 2007 ha vinto un Nastro d'argento speciale come "personaggio dell'anno" e scritto il film d'esordio di Marco Martani dal titolo Cemento armato, un noir metropolitano, con Giorgio Faletti e Nicolas Vaporidis. Nel gennaio 2008 riceve il secondo Telegatto consecutivo per Notte prima degli esami - Oggi quale miglior film dell'anno. Nel 2008 ha sceneggiato il film Oggi sposi, per la regia di Luca Lucini. A dicembre dello stesso anno, alle Giornate Professionali di Cinema a Sorrento, il film Natale in crociera si aggiudica il "Biglietto d'oro" per il numero di biglietti venduti al botteghino. Nel febbraio 2009 è uscito il terzo film che ha diretto: Ex, una commedia che ha come tema quello degli amori finiti. Ex ha ricevuto 10 candidature al David di Donatello 2009. Al mercato del Festival di Cannes 2009 è stato il film italiano più venduto. Al film è stato assegnato un Nastro d'argento alla migliore commedia.
Nello stesso anno Brizzi ha sceneggiato il film horror La valle delle ombre di Mihály Györik, presentato al Festival di Locarno 2009. Alla fine del 2009 ha fondato una società di produzione la "Wildside", con Marco Martani, Saverio Costanzo, Mario Gianani e Lorenzo Mieli. Il primo film prodotto è tratto dal best seller La solitudine dei numeri primi, per la regia di Saverio Costanzo. Nel 2010 è uscito il film Maschi contro femmine, a cui ha fatto seguito nel febbraio 2011 Femmine contro maschi, candidati al Nastro d'argento come miglior commedia.
Con Maschi contro femmine ha vinto il premio "Diamanti al cinema" nella categoria "miglior regia" alla 68ª Mostra internazionale d'arte cinematografica di Venezia. Ha scritto il soggetto e ha collaborato alla sceneggiatura del film d'esordio di Massimiliano Bruno, Nessuno mi può giudicare. Il 10 febbraio 2012 è uscito il film Com'è bello far l'amore, girato con la tecnologia 3D.
Il 24 gennaio 2013 è uscito il film Pazze di me, con Francesco Mandelli e Loretta Goggi, diretto da Brizzi. Nel film compare in un cameo Marianna Madia, futuro ministro del Governo Renzi. A Natale 2013 è uscito Indovina chi viene a Natale?, grande successo al botteghino. Nello stesso anno ha pubblicato il suo primo romanzo Cento giorni di felicità, tradotto in oltre trenta paesi, a cui faranno seguito Se mi vuoi bene e il romanzo autobiografico Ho sposato una vegana, seguito, un anno dopo, da Se prima eravamo in due. Nel marzo 2016 arriva nelle sale Forever Young, una commedia corale dedicata al fenomeno dei finti giovani. A Natale dello stesso anno esce la commedia Poveri ma ricchi, con Christian De Sica e Lucia Ocone, maggior incasso italiano del periodo natalizio, di cui Brizzi ha girato anche il sequel Poveri ma ricchissimi, che ha ripetuto il successo del primo.
Torna al cinema con la commedia Amici come prima, che vede il ritorno della coppia Boldi-De Sica e di cui Brizzi ha curato il soggetto. Il 21 febbraio 2019 esce al cinema il suo film Modalità aereo, seguito poi da Se mi vuoi bene, La mia banda suona il pop e Bla Bla Baby. Nel 2021 è regista degli spot promozionali del Festival di Sanremo e della Regione Liguria con Maurizio Lastrico, Chiara Francini, Nicolas Vaporidis e Claudia Potenza. Nel 2022 cura la regia per la tournée di spettacoli teatrali Nelle mie corde di Dodi Battaglia, chitarrista dei Pooh. Nel 2023 dirige nuovamente gli spot promozionali del Festival di Sanremo con protagonisti Maurizio Lastrico e Alice Arcuri  e anche l’anno seguente. Nel 2024 debutta alla regia di una fiction per Rai 1 ovvero Gloria, con protagonista Sabrina Ferilli, di cui cura anche soggetto e sceneggiatura.

## Impegno politico
Ha preso parte a diversi edizioni della Leopolda (convegno politico all'ex stazione Leopolda di Firenze) di Matteo Renzi, firmando i filmati promozionali per le edizioni del 2011, 2012 e 2013 e intervenendo più volte sul palco.

## Vita privata
È stato fidanzato dal 2008 al 2012 con l'attrice Giorgia Würth. Mentre il 19 luglio 2014 si è sposato l'attrice fiorentina Claudia Zanella, con cui aveva lavorato in Pazze di me. Il 28 febbraio 2016 è nata la loro figlia, Penelope Nina. La coppia si è in seguito separata.
Il 14 novembre 2020 Brizzi convola a nozze con l'attuale vicepresidente del Comitato olimpico nazionale italiano e sindaca di Genova dal maggio 2025 Silvia Salis. Nel 2021 la coppia devolve i 20.000 euro ricevuti dalla Regione Liguria per gli spot promozionali per il Festival di Sanremo all'Ospedale Giannina Gaslini, portando anche doni per Pasquetta ai bambini ricoverati. Nello stesso anno la coppia, insieme all'Acquario di Genova, realizza il passaggio sotterraneo che consentirà ai bambini ricoverati al Gaslini di accedere direttamente alla spiaggia e di godere dei benefici dell'elioterapia.
Il 5 ottobre 2023 nasce il loro primo figlio Eugenio.

## Controversie
Nel novembre 2017, in alcuni servizi della programma televisivo Le Iene, Brizzi viene accusato di molestie sessuali da una decina di aspiranti attrici, molte delle quali a volto coperto. Tre di queste hanno presentato querela all'autorità giudiziaria per episodi avvenuti nel 2014, 2015 e 2017. La Procura di Roma, dopo aver aperto un fascicolo con l'ipotesi di violenza sessuale e aver svolto accertamenti per tutti e tre gli episodi, non ravvisando profili penali nel luglio 2018 ha chiesto l'archiviazione perché «il fatto non sussiste». A gennaio 2019 il GIP del Tribunale di Roma ha accolto la richiesta di archiviazione della Procura perché «il fatto non sussiste» per tutti e tre gli episodi. Il regista aveva comunque sempre respinto ogni accusa, dichiarando di non aver mai avuto rapporti non consensuali.

## Filmografia

### Regista e sceneggiatore

#### Cinema
- Notte prima degli esami (2006)
- Notte prima degli esami - Oggi (2007)
- Ex (2009)
- Maschi contro femmine (2010)
- Femmine contro maschi (2011)
- Com'è bello far l'amore (2012)
- Pazze di me (2013)
- Indovina chi viene a Natale? (2013)
- Forever Young (2016)
- Poveri ma ricchi (2016)
- Poveri ma ricchissimi (2017)
- Modalità aereo (2019)
- Se mi vuoi bene (2019)
- La mia banda suona il pop (2020)
- Bla Bla Baby (2022)
- Da grandi (2023)
- Dove osano le cicogne (2025)

#### Televisione
- Gloria (2024)

#### Pubblicità
- Spot Festival di Sanremo 2021
- Spot Regione Liguria (2021)
- Spot Regione Liguria (2023)

### Sceneggiatore

#### Cinema
- Tifosi (1999)
- Body Guards - Guardie del corpo (2000)
- Merry Christmas (2001)
- Natale sul Nilo (2002)
- Natale in India (2003)
- Christmas in Love (2004)
- The Clan (2005)
- Natale a Miami (2005)
- Natale a New York (2006)
- Cemento armato (2007)
- Natale in crociera (2007)
- Questa notte è ancora nostra (2008)
- La valle delle ombre (2009)
- Oggi sposi (2009)
- Nessuno mi può giudicare (2011)
- Amici miei - Come tutto ebbe inizio (2011)
- Box Office 3D - Il film dei film (2011)
- Pazze di me (2013)
- Vacanze ai Caraibi (2015)
- Amici come prima (2018) - soggetto
- Dolceroma (2019) - soggetto
- Se mi vuoi bene (2019)
- La mia banda suona il pop (2020)
- Bla Bla Baby (2022)
- Da grandi (2023)
- Dove osano le cicogne (2025)

#### Televisione
- Lui e lei – serie TV (1998)
- Tutti gli uomini sono uguali – serie TV (1998)
- Lezione di guai (1999)
- Baldini e Simoni – serie TV (1999)
- Valeria medico legale – serie TV (2000)
- Sei forte, maestro – serie TV (2000)
- Non ho l'età (2001)
- Onora il padre (2001)
- Non ho l'età 2 (2002)
- Benedetti dal Signore – serie TV (2002)
- O la va, o la spacca – miniserie TV (2004)
- Il mio amico Babbo Natale – film TV (2005)
- Il mio amico Babbo Natale 2 – film TV (2006)
- Due imbroglioni e... mezzo! – miniserie TV (2007)
- Agata e Ulisse – film TV (2011)
- In the name of God (2023)

## Teatro
- L'ultimo giorno di sole di Giorgio Faletti, regia di Fausto Brizzi (2015)
- Nelle mie corde di Fausto Brizzi e Dodi Battaglia, regia di Fausto Brizzi (2022)

## Riconoscimenti
- David di Donatello per il miglior regista esordiente 2006[31]
- Ciak d'oro "miglior opera prima" 2006[32][33]
- Globo d'oro "miglior opera prima" 2006
- Telegatto "Miglior film" a "Notte prima degli esami" 2006[34]
- Nastro d'argento "Personaggio dell'anno" 2007[35]
- Telegatto "Miglior film" a "Notte prima degli esami - oggi" 2007[36]
- Nastro d'argento "Miglior commedia" al film "Ex" 2009[37]
- Premio Monicelli "Per il complesso della filmografia" 2013[38]
- Premio Cinecibo come miglior regista per "Poveri ma ricchi".[39]

## Pubblicazioni

### Narrativa
- Notte prima degli esami. Arnoldo Mondadori Editore, 2006.
- Notte prima degli esami - oggi. Arnoldo Mondadori Editore, 2007.
- Il manuale degli Ex. Arnoldo Mondadori Editore, 2009.
- Maschi contro femmine. Arnoldo Mondadori Editore, 2010. (scritto con Pulsatilla)
- Cento giorni di felicità. Einaudi, 2013.
- Se mi vuoi bene. Einaudi, 2015.
- Ho sposato una vegana (Una storia vera, purtroppo). Einaudi, 2016
- Se prima eravamo in due. Einaudi, 2017
- Siamo scritti a matita. Longanesi, 2023